# Sudáfrica en la Copa Mundial de Rugby
La Selección de rugby de Sudáfrica fue excluida de las dos primeras ediciones de la Copa del Mundo de Rugby por su régimen de apartheid. Desde 1995 participó en todas las ediciones, clasificando por ser el país anfitrión y desde ahí automáticamente a todos los torneos al alcanzar los cuartos de final en la anterior copa mundial.
Los Springboks consiguieron su mejor resultado al consagrarse campeones en Sudáfrica 1995, Francia 2007, Japón 2019 y Francia 2023, también obtuvieron el tercer puesto en Gales 1999 e Inglaterra 2015.

## Sudáfrica 1995

### Plantel[1]
Entrenador: Kitch Christie
Forwards
| - Mark Andrews - Robby Brink - James Dalton - Naka Drotské | - Os du Randt - Marius Hurter - Ruben Kruger - Krynauw Otto | - Garry Pagel - Francois Pienaar - Adriaan Richter - Chris Rossouw | - Rudolph Straeuli - Hannes Strydom - Balie Swart - Kobus Wiese |

Backs
| - Pieter Hendriks - Gavin Johnson - André Joubert | - Hennie le Roux - Japie Mulder - Johan Roux | - Christiaan Scholtz - James Small - Joel Stransky | - Joost van der Westhuizen - Brendan Venter - Chester Williams |

### Participación
Grupo A
| Equipo    | Gan. | Emp. | Perd. | A favor | En contra | Puntos |
| --------- | ---- | ---- | ----- | ------- | --------- | ------ |
| Sudáfrica | 3    | 0    | 0     | 68      | 26        | 9      |
| Australia | 2    | 0    | 1     | 87      | 41        | 7      |
| Canadá    | 1    | 0    | 2     | 45      | 50        | 5      |
| Rumania   | 0    | 0    | 3     | 14      | 97        | 3      |

#### Cuartos de final
| 10 de junio de 1995 | Sudáfrica                                                           | 42 – 14 | Samoa                                          | Estadio Ellis Park, Johannesburgo,                                |                                                                   |
|                     | Tries: Williams , Rossouw Andrews Con: Johnson (3) Pen: Johnson (2) |         | Tries: Tatupu Nu'uali'itia Con: (2) Fa'amasino | Asistencia: 54.169 espectadores Árbitro(s): Jim Fleming (Escocia) | Asistencia: 54.169 espectadores Árbitro(s): Jim Fleming (Escocia) |

#### Semifinales
| 17 de junio de 1995 | Sudáfrica                                     | 19 – 15 | Francia          | Estadio Kings Park, Durban,                                     |                                                                 |
|                     | Tries: Kruger Con: Stransky Pen: Stransky (4) |         | Pen: (5) Lacroix | Asistencia: 49.773 espectadores Árbitro(s): Derek Bevan (Gales) | Asistencia: 49.773 espectadores Árbitro(s): Derek Bevan (Gales) |

#### Final
| 24 de junio de 1995 | Sudáfrica                             | 15 – 12 (t.e.) | Nueva Zelanda                    | Estadio Ellis Park, Johannesburgo,                                   |                                                                      |
|                     | Pen: Stransky (3) Drops: Stransky (2) | Reporte        | Pen: (3) Mehrtens Drop: Mehrtens | Asistencia: 63.000 espectadores Árbitro(s): Ed Morrison (Inglaterra) | Asistencia: 63.000 espectadores Árbitro(s): Ed Morrison (Inglaterra) |

| Sudáfrica         |
|                   |
| Campeón Sudáfrica |
| Primer título     |

## Gales 1999

### Plantel

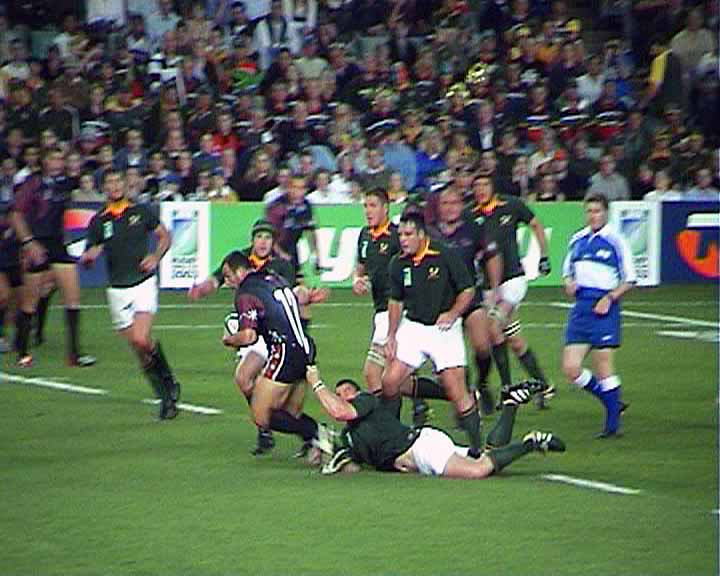
Sudáfrica vs. Georgia, 24 de octubre de 2003.

Entrenador: Nick Mallett
Forwards
1. Bobby Skinstad
2. Anton Leonard
3. Rassie Erasmus
4. André Venter
5. André Vos
6. Ruben Kruger
7. Krynauw Otto
8. Fritz van Heerden
9. Mark Andrews
10. Albert van den Berg
11. Os du Randt
12. Ollie le Roux
13. Adrian Garvey
14. Cobus Visagie
15. Naka Drotske
16. Chris Rossouw

Backs
1. Percy Montgomery
2. Breyton Paulse
3. Pieter Rossouw
4. Stefan Terblanche
5. Deon Kayser
6. Brendan Venter
7. Pieter Muller
8. Robbie Fleck
9. Wayne Julies
10. Kaya Molatana
11. Henry Honiball
12. Jannie de Beer
13. Joost van der Westhuizen
14. Werner Swanepoel

### Participación

#### Grupo A
| Equipo    | Gan. | Emp. | Per. | A favor | En contra | Puntos |
| --------- | ---- | ---- | ---- | ------- | --------- | ------ |
| Sudáfrica | 3    | 0    | 0    | 132     | 35        | 6      |
| Escocia   | 2    | 0    | 1    | 120     | 58        | 4      |
| Uruguay   | 1    | 0    | 2    | 42      | 97        | 2      |
| España    | 0    | 0    | 3    | 18      | 122       | 0      |

#### Cuartos de final
|  | Local | vs. | Visita |  |  |

#### Semifinales
|  | Local | vs. | Visita |  |  |

#### Tercer y cuarto puesto
|  | Local | vs. | Visita |  |  |

## Australia 2003

### Plantel
Entrenador: Rudolph Straeuli
Fodwards
1. Richard Bands
2. Christo Bezuidenhout
3. Faan Rautenbach
4. Dale Santon
5. Lawrence Sephaka
6. Danie Coetzee
7. John Smit
8. Selborne Boome
9. Bakkies Botha
10. Victor Matfield
11. Schalk Burger
12. Corne Krige
13. Danie Rossouw
14. Hendro Scholtz
15. Joe van Niekerk
16. Juan Smith

Backs
1. Thinus Delport
2. Werner Greeff
3. Ricardo Loubscher
4. Jaco van der Westhuyzen
5. De Wet Barry
6. Jaque Fourie
7. Jorrie Muller
8. Breyton Paulse
9. Stefan Terblanche
10. Ashwin Willemse
11. Derick Hougaard
12. Louis Koen
13. Neil de Kock
14. Joost van der Westhuizen

### Participación

#### Grupo C
| Equipo     | Gan. | Emp. | Per. | A favor | En contra | Extra | Puntos |
| ---------- | ---- | ---- | ---- | ------- | --------- | ----- | ------ |
| Inglaterra | 4    | 0    | 0    | 255     | 47        | 3     | 19     |
| Sudáfrica  | 3    | 0    | 1    | 184     | 60        | 3     | 15     |
| Samoa      | 2    | 0    | 2    | 138     | 117       | 2     | 10     |
| Uruguay    | 1    | 0    | 3    | 56      | 255       | 0     | 4      |
| Georgia    | 0    | 0    | 4    | 46      | 200       | 0     | 0      |

#### Cuartos de final
| 8 de noviembre | Local | vs. | Visita |  |  |

## Francia 2007

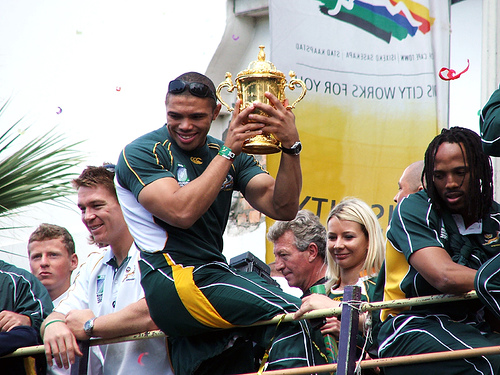
Bryan Habana sostiene la Copa Webb Ellis durante las celebraciones por la consecución del título en el Mundial de Rugby de 2007.

### Plantel
Entrenador: Jake White

### Participación

#### Grupo A
| Posición | Equipo         | Partidos | Partidos | Partidos | Partidos | Tantos  | Tantos    | Puntos bonus | Puntos |
| Posición | Equipo         | PJ       | G        | E        | P        | a favor | en contra | Puntos bonus | Puntos |
| -------- | -------------- | -------- | -------- | -------- | -------- | ------- | --------- | ------------ | ------ |
| 1        | Sudáfrica      | 4        | 4        | 0        | 0        | 189     | 47        | 3            | 19     |
| 2        | Inglaterra     | 4        | 3        | 0        | 1        | 108     | 88        | 2            | 14     |
| 3        | Tonga          | 4        | 2        | 0        | 2        | 89      | 96        | 1            | 9      |
| 4        | Samoa          | 4        | 1        | 0        | 3        | 69      | 143       | 1            | 5      |
| 5        | Estados Unidos | 4        | 0        | 0        | 4        | 61      | 142       | 1            | 1      |

#### Cuartos de final
| 7 de octubre de 2007, 15:00 | Sudáfrica | 37 - 20 | Fiyi                                                                   | Stade Vélodrome, Marsella                                        |                                                                  |
|                             | Tries: Fourie 13' m Smit 35' m Pietersen 51' c Smith 70' c James 80' c Con: Montgomery (3/5) Pen: Steyn (1/1) 8' Montgomery (1/2) 63' | Reporte | Tries: Delasau 57' c Bobo 59' c Con: Bai (2/2) Pen: Bai (2/2) 26', 44' | Asistencia: 59.987 espectadores Árbitro(s): Alan Lewis (Irlanda) | Asistencia: 59.987 espectadores Árbitro(s): Alan Lewis (Irlanda) |

#### Semifinales
| 14 de octubre de 2007, 21:00 | Sudáfrica | 37 - 13 | Argentina | Stade de France, San Denis                                              |                                                                         |
|                              | Tries: Du Preez (6'), Habana (31', 76'), Rossouw (39') · Con: Montgomery 6', 31', 39', 76' (4/4) · Pen: Montgomery 16', 70', 74' (3/3) · Tarjetas: 78' hasta 80' J. Smith | Reporte | Try: M. Contepomi 45' · Con: F. Contepomi 45' (1/1) · Pen: F. Contepomi 14', 28' (2/4) · Tarjetas: 79' hasta 80' F. Contepomi | Asistencia: 80.000 espectadores Árbitro(s): Steve Walsh (Nueva Zelanda) | Asistencia: 80.000 espectadores Árbitro(s): Steve Walsh (Nueva Zelanda) |

#### Final
| 20 de octubre de 2007, 21:00 | Inglaterra                    | 6 - 15  | Sudáfrica                                               | Stade de France, San Denis                                          |                                                                     |
|                              | Pen: Wilkinson (2/2) 13', 44' | Reporte | Pen: Montgomery (4/4) 7', 16', 40', 51' Steyn (1/2) 62' | Asistencia: 80.000 espectadores Árbitro(s): Alain Rolland (Irlanda) | Asistencia: 80.000 espectadores Árbitro(s): Alain Rolland (Irlanda) |

## Nueva Zelanda 2011

### Plantel
Entrenador: Peter de Villiers

### Participación

#### Grupo D
| Posición | Selección | Partidos | Partidos | Partidos  | Partidos | Ensayos a favor | Tantos  | Tantos    | Tantos     | Puntos extra | Puntos |
| Posición | Selección | jugados  | ganados  | empatados | perdidos | Ensayos a favor | a favor | en contra | diferencia | Puntos extra | Puntos |
| -------- | --------- | -------- | -------- | --------- | -------- | --------------- | ------- | --------- | ---------- | ------------ | ------ |
| 1        | Sudáfrica | 4        | 4        | 0         | 0        | 21              | 166     | 24        | +142       | 2            | 18     |
| 2        | Gales     | 4        | 3        | 0         | 1        | 23              | 180     | 34        | +144       | 3            | 15     |
| 3        | Samoa     | 4        | 2        | 0         | 2        | 9               | 91      | 49        | +42        | 2            | 10     |
| 4        | Fiyi      | 4        | 1        | 0         | 3        | 7               | 59      | 167       | −108       | 1            | 5      |
| 5        | Namibia   | 4        | 0        | 0         | 4        | 5               | 44      | 266       | −222       | 0            | 0      |

#### Cuartos de final
|  | Local | vs. | Visita |  |  |

## Inglaterra 2015

### Plantel
Entrenador: Heyneke Meyer

### Participación

#### Grupo B
| Posición | Selección      | Partidos | Partidos | Partidos  | Partidos | Tries a favor | Tantos  | Tantos    | Tantos     | Puntos extra | Puntos |
| Posición | Selección      | jugados  | ganados  | empatados | perdidos | Tries a favor | a favor | en contra | diferencia | Puntos extra | Puntos |
| -------- | -------------- | -------- | -------- | --------- | -------- | ------------- | ------- | --------- | ---------- | ------------ | ------ |
| 1        | Sudáfrica      | 4        | 3        | 0         | 1        | 23            | 176     | 56        | 120        | 4            | 16     |
| 2        | Escocia        | 4        | 3        | 0         | 1        | 14            | 136     | 93        | 40         | 2            | 14     |
| 3        | Japón          | 4        | 3        | 0         | 1        | 9             | 98      | 100       | -2         | 0            | 12     |
| 4        | Samoa          | 4        | 1        | 0         | 3        | 7             | 69      | 124       | -55        | 2            | 6      |
| 5        | Estados Unidos | 4        | 0        | 0         | 4        | 5             | 50      | 156       | -106       | 0            | 0      |

#### Cuartos de final
|  | Local | vs. | Visita |  |  |

#### Semifinales
|  | Local | vs. | Visita |  |  |

#### Tercer y cuarto puesto
|  | Local | vs. | Visita |  |  |

## Japón 2019

### Plantel
Entrenador: Rassie Erasmus

### Grupo B
| Posición | Selección     | Partidos | Partidos | Partidos  | Partidos | Tries a favor | Tantos  | Tantos    | Tantos     | Puntos extra | Puntos |
| Posición | Selección     | Jugados  | Ganados  | Empatados | Perdidos | Tries a favor | A favor | En contra | Diferencia | Puntos extra | Puntos |
| -------- | ------------- | -------- | -------- | --------- | -------- | ------------- | ------- | --------- | ---------- | ------------ | ------ |
| 1        | Nueva Zelanda | 4        | 3        | 1         | 0        | 22            | 157     | 22        | +135       | 2            | 16     |
| 2        | Sudáfrica     | 4        | 3        | 0         | 1        | 27            | 185     | 36        | +149       | 3            | 15     |
| 3        | Italia        | 4        | 2        | 1         | 1        | 14            | 98      | 78        | +20        | 2            | 12     |
| 4        | Namibia       | 4        | 0        | 1         | 3        | 3             | 34      | 175       | –141       | 0            | 2      |
| 5        | Canadá        | 4        | 0        | 1         | 3        | 2             | 14      | 177       | –163       | 0            | 2      |

## Francia 2023

### Plantel
Entrenador: Jacques Nienaber

### Grupo B
| Posición | Selección | Partidos | Partidos | Partidos  | Partidos | Tries a favor | Tantos  | Tantos    | Tantos     | Puntos extra | Puntos |
| Posición | Selección | Jugados  | Ganados  | Empatados | Perdidos | Tries a favor | A favor | En contra | Diferencia | Puntos extra | Puntos |
| -------- | --------- | -------- | -------- | --------- | -------- | ------------- | ------- | --------- | ---------- | ------------ | ------ |
| 1.       | Irlanda   | 4        | 4        | 0         | 0        | 27            | 190     | 46        | +144       | 3            | 19     |
| 2.       | Sudáfrica | 4        | 3        | 0         | 1        | 22            | 151     | 34        | +117       | 3            | 15     |
| 3.       | Escocia   | 4        | 2        | 0         | 2        | 21            | 146     | 71        | +75        | 2            | 10     |
| 4.       | Tonga     | 4        | 1        | 0         | 3        | 13            | 96      | 177       | -81        | 1            | 5      |
| 5.       | Rumania   | 4        | 0        | 0         | 4        | 4             | 32      | 287       | -255       | 0            | 0      |